# Traveling Light (film)
Traveling Light is een Amerikaanse dramafilm uit 2021, geschreven en geregisseerd door Bernard Rose.

## Verhaal
Tijdens de beginperiode van de coronapandemie in Los Angeles is Uber-chauffeur Caddy op zoek naar zijn vermiste zoon, die op straat leeft. Onderweg ontmoet hij sekteleider Harry die een aparte ceremonie houdt op Mulholland Drive met acolieten Todd en Mary. Ondertussen gaat door de stad het nieuws rond over de gruwelijke moord op George Floyd.

## Rolverdeling
| Acteur        | Personage |
| ------------- | --------- |
| Tony Todd     | Caddy     |
| Danny Huston  | Harry     |
| Stephen Dorff | Todd      |
| Olivia d'Abo  | Mary      |

## Release
De film ging in première op 10 oktober 2021 op het Beyond Fest in Los Angeles.

## Ontvangst
Op Rotten Tomatoes heeft Traveling Light een waarde van 78% en een gemiddelde score van 6,80/10, gebaseerd op 9 recensies.